# Five Star Final
Five Star Final er en amerikansk dramafilm fra 1931 instrueret af Mervyn LeRoy. Manuskriptet blev skrevet af Byron Morgan og Robert Lord, baseret op skuespillet af samme navn af Louis Weitzenkorn.
Filmen har Edward G. Robinson, Marian Marsh og Boris Karloff i hovedrollerne. Aline MacMahon havde sin debut som filmskuespillerinde i filmen.
Filmen blev nomineret til en Oscar for bedste film ved Oscaruddelingen 1932, men tabte til Grand Hotel.